# The Plow Girl
The Plow Girl is een Amerikaanse dramafilm uit 1916 onder regie van Robert Z. Leonard.

## Verhaal
Lord Percy wil graag in de rijke familie Brentwood trouwen. Hij huurt advocaat John Stoddard in om de vermiste kleindochter van lady Brentwood te vinden in Zuid-Afrika. Hij redt er Margot uit de handen van haar hardvochtige voogd. Omdat hij de vermiste kleindochter niet kan vinden, besluit hij in haar plaats Margot mee te nemen naar Londen. Lady Brentwood is blij dat ze eindelijk een erfgename heeft, maar John en Margot krijgen al vlug spijt en biechten de waarheid op. Op dat ogenblik duikt de voogd van Margot weer op. Uiteindelijk blijkt dat hij de ouders van Margot heeft vermoord en dat ze werkelijk de erfgename is van lady Brentwood. Margot trouwt met John in plaats met van lord Percy.

## Rolverdeling
| Acteur              | Personage           |
| ------------------- | ------------------- |
| Mae Murray          | Margot              |
| Elliott Dexter      | John Stoddard       |
| Charles K. Gerrard  | Lord Percy          |
| Edythe Chapman      | Lady Brentwood      |
| Horace B. Carpenter | Mijnheer Pantani    |
| William Elmer       | Kregler             |
| Lillian Leighton    | Moeder van Stoddard |